# Mission: Impossible – The Final Reckoning
Mission: Impossible – The Final Reckoning – ósmy film akcji z serii Mission: Impossible. Za reżyserię i scenariusz odpowiada Christopher McQuarrie, który jest również producentem wraz z Tomem Cruise’em, Davidem Ellisonem, Donem Grangerem, Jakiem Meyersem i Daną Goldberg. Jest to bezpośrednia kontynuacja filmu Mission: Impossible – Dead Reckoning (2023).
W roli głównej powraca Tom Cruise, jako Ethan Hunt. Obok niego w główne role powtarzają także: Henry Czerny, Simon Pegg, Vanessa Kirby, Hayley Atwell, Shea Whigham, Pom Klementieff i Esai Morales.
Światowa premiera filmu miała miejsce 5 maja 2025 w Tokio. Pokazano go także podczas 78. Międzynarodowego Festiwalu Filmowego w Cannes.

## Obsada
- Tom Cruise jako Ethan Hunt, dowódca zespołu operacyjnego Impossible Mission Force[1],
- Ving Rhames jako Luther Stickell, technik komputerowy IMF, członek zespołu Hunta i jego najbliższy przyjaciel[1],
- Henry Czerny jako Eugene Kittridge, dyrektor CIA i były dyrektor IMF[2],
- Simon Pegg jako Benji Dunn, techniczny agent terenowy IMF i członek zespołu Hunta[3],
- Hayley Atwell jako Grace, złodziejka, która została nową agentką IMF[4],
- Vanessa Kirby jako Alanna Mitsopolis, znana również jako Biała Wdowa, handlarka bronią na czarnym rynku[5],
- Esai Morales jako Gabriel, bezwzględny wróg Hunta[6],
- Pom Klementieff jako Paris, francuska zabójczyni, która pracowała dla Gabriela[7],
- Shea Whigham jako Jasper Briggs, agent wywiadu amerykańskiego, którego zadaniem jest tropienie zespołu Hunta[8].
- Angela Bassett jako Erika Sloane, prezydent Stanów Zjednoczonych, była dyrektor CIA[9].

Ponadto, Mark Gatiss i Charles Parnell powracają jako szefowie NSA i NRO z poprzedniej części, a do obsady należą też Janet McTeer, Hannah Waddingham, Lucy Tulugarjuk i Katy O'Brian.

## Produkcja

### Rozwój projektu
14 stycznia 2019 Cruise ogłosił, że siódmy i ósmy film Mission: Impossible będą kręcone jednocześnie, a McQuarrie napisze scenariusz i wyreżyseruje oba filmy. Data premiery została ustawiona na kolejno 23 lipca 2021 i 5 sierpnia 2022. W lutym 2021 roku portal Deadline Hollywood poinformował, że film nie będzie już kręcony równolegle z Mission: Impossible – Dead Reckoning Part One. Ogłoszono, że siódmy i ósmy film będą pożegnaniem postaci Ethana Hunta.

### Casting
We wrześniu 2019 roku ujawniono udział w filmie Hayley Atwell i Pom Klementieff. W grudniu Simon Pegg potwierdził swój powrót do roli, a w obsadzie znalazł się również Shea Whigham. Nicholas Hoult dołączył do obsady w styczniu 2020 wraz z Henrym Czernym, który ponownie wcieli się w rolę Eugene’a Kittridge’a, którego grał wcześniej w pierwszej części serii w 1996 roku. Vanessa Kirby również ogłosiła, że powróci do swojej roli. W czerwcu 2020 poinformowano, że z powodu niedogodnego harmonogramu Hoult został zastąpiony przez Esaia Moralesa. W lipcu 2022 roku poinformowano, że do obsady dołączył Holt McCallany. W sierpniu ujawniono, że do obsady dołączyli również Nick Offerman i Janet McTeer, a w marcu 2023 roku – Hannah Waddingham, Lucy Tulugarjuk i Rolfa Saxona. W marcu 2024 roku ujawniono angaż Katy O'Brian w nieujawnionej roli.

### Zdjęcia
W lutym 2021 roku portal „Deadline Hollywood” poinformował, że film nie będzie już kręcony równolegle z poprzednią częścią. W listopadzie McQuarrie był w trakcie przepisywania scenariusza. 23 marca 2022 roku „The Hollywood Reporter” poinformował o rozpoczęciu głównych zdjęć. Odbywały się one w Wielkiej Brytanii w Longcross Studios i Lake District. Inne lokalizacje to m.in. Malta, RPA i Norwegia. W grudniu 2022 roku poinformowano, że zakończono kręcenie w Wielkiej Brytanii. Następnie ekipa przeniosła się do Apulii we Włoszech, aby kontynuować filmowanie na pokładzie lotniskowca USS George H.W. Bush. Pojawiły się informacje, że podczas strajku Amerykańskiej Gildii Scenarzystów w 2023 roku produkcja została wstrzymana, jednak później okazało się, że były one nieprawdziwe, a produkcja czekała tylko na zakończenie promocji poprzedniej części. Zdjęcia zostały oficjalnie zawieszone w lipcu 2023 roku z powodu strajku SAG-AFTRA. Filmowanie wznowiono w marcu 2024 roku. W lipcu 2024 roku Simon Pegg ujawnił na Instagramie, że zdjęcia z jego udziałem zostały w całości nakręcone. Prace na planie zakończono w listopadzie 2024.

### Muzyka
Na początku maja 2020 roku poinformowano, że muzykę do 7 i 8 części Mission Impossible skomponuje Lorne Balfe.

## Wydanie
Światowa premiera filmu miała miejsce 5 maja 2025 w Tokio. Wcześniej miała się odbyć 5 sierpnia 2022, ale została przesunięta na 4 listopada 2022, 7 lipca 2023, a następnie na czerwiec 2024 z powodu pandemii COVID-19. W październiku datę premiery zmieniono na maj 2025 z powodu strajku aktorów. W październiku 2023 roku porzucono podtytuł Dead Reckoning Part Two. Następnie zmieniono także tytuł poprzedniej części na Mission: Impossible – Dead Reckoning. W listopadzie 2024 roku wraz z pierwszym zwiastunem ujawniono nowy podtytuł filmu: The Final Reckoning. Film pokazano także podczas 78. Międzynarodowego Festiwalu Filmowego w Cannes. Premiera kinowa planowana jest na 23 maja 2025.